# Thaleria sukatchevae
Thaleria sukatchevae là một loài nhện trong họ Linyphiidae.
Loài này thuộc chi Thaleria. Thaleria sukatchevae được Kirill Yuryevich Eskov & Yuri M. Marusik miêu tả năm 1992.